# Жеромский, Стефан
Сте́фан Жеро́мский (пол. Stefan Żeromski; 14 октября 1864, Стравчин недалеко от Кельц — 20 ноября 1925, Варшава) — польский писатель, драматург, публицист.

## Биография
Родился в обедневшей шляхетской семье. Отец за причастность к восстанию 1863 года был лишён имущества и арендовал фольварк.
Жеромский учился в гимназии в Кельцах, где, среди прочих, его учителем был литературный критик Антони Густав Бем. Не получив аттестата зрелости, поступил в Высшее ветеринарное училище в Варшаве. Подвергался заключению за патриотическую деятельность. С 1889 года работал частным учителем. В 1880-х начал литературную деятельность. В 1892 году выехал в путешествие в Вену, Цюрих, Мюнхен, несколько месяцев провёл в Кракове и Закопане. Вместе с Зигмундом Василевским работал помощником библиотекаря в Польском музее в Рапперсвиле (1892—1896). По возвращении был библиотекарем Библиотеки Замойских в Варшаве (1897—1904). Первые прозаические сборники опубликовал в 1895 году. Позднее жил литературным трудом.
Жил в Закопане, Наленчуве, в 1906 году совершил поездку по Италии. В 1908 году был арестован за агитационно-просветительскую деятельность. После освобождения до 1912 года жил в Париже. Вернувшись в Польшу, жил в Закопане и Кракове. С началом Первой мировой войны вступил в легионы Пилсудского, но вскоре их оставил. В декабре 1914 года вместе с Яном Каспровичем основал в Закопане тайную политическую организацию, пропагандировавшую идею объединения всех польских земель. После войны жил в Варшаве и в Констанцине под Варшавой. Принимал участие в различных политических, общественных, культурных кампаниях, был инициатором создания Академии литературы, основателем Польского литературного клуба (Polski Klub Literacki, отделение Пен-клуба). В 1924 году выдвигался кандидатом на Нобелевскую премию по литературе, которую, однако, получил другой польский писатель — Владислав Реймонт. В 1925 году получил государственную литературную премию за роман «Ветер с моря» („Wiatr od morza“). В 1924—1928 годах в СССР были изданы 24 книги Жеромского, роман „Przedwiośnie“ вышел в пяти переводах.

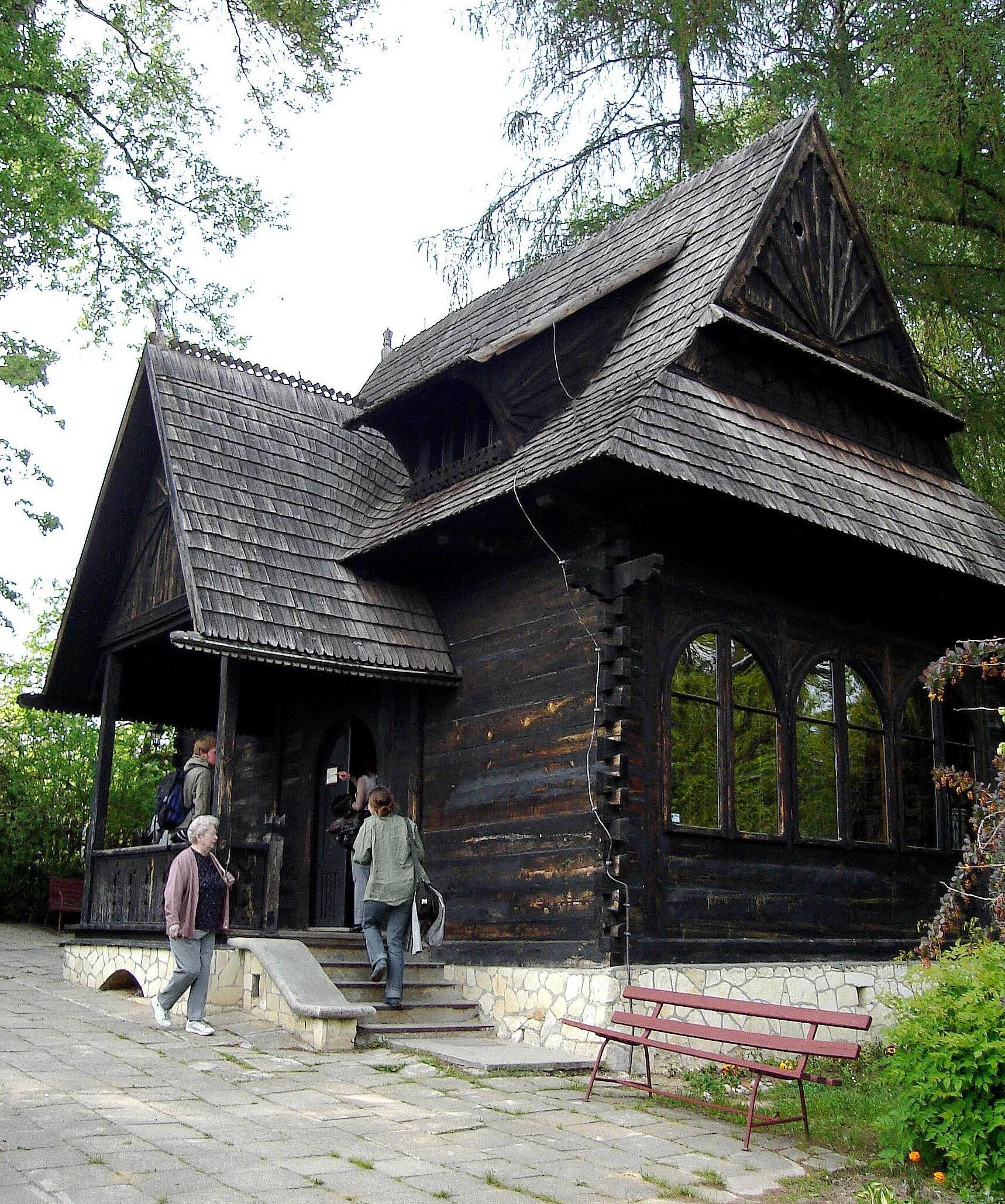
Дом Жеромского (Наленчув)

## Творчество
Литературную деятельность начал в 1880-х годах. Ранние рассказы публиковал в еженедельнике «Тыгодник Повшехны» („Tygodnik Powszechny“) и газете «Глос» („Głos“). Рассказы и повести, изданные в первых сборниках «Рассказы» („Opowiadania“, 1895), «Расклюёт нас вороньё» („Rozdziobią nas kruki, wrony“, 1895), «Прозаические произведения» („Utwory powieściowe“, 1898), историками литературы рассматриваются как продолжение традиций польского критического реализма Болеслава Пруса, Элизы Ожешко, Марии Конопницкой. Однако от творчества «позитивистов» произведения Жеромского отличаются  идейным содержанием и литературными особенностями: скептическое отношение к социальному прогрессу отражается в сюжетах, в которых герои терпят крах при попытках реализовать свои идеалы.

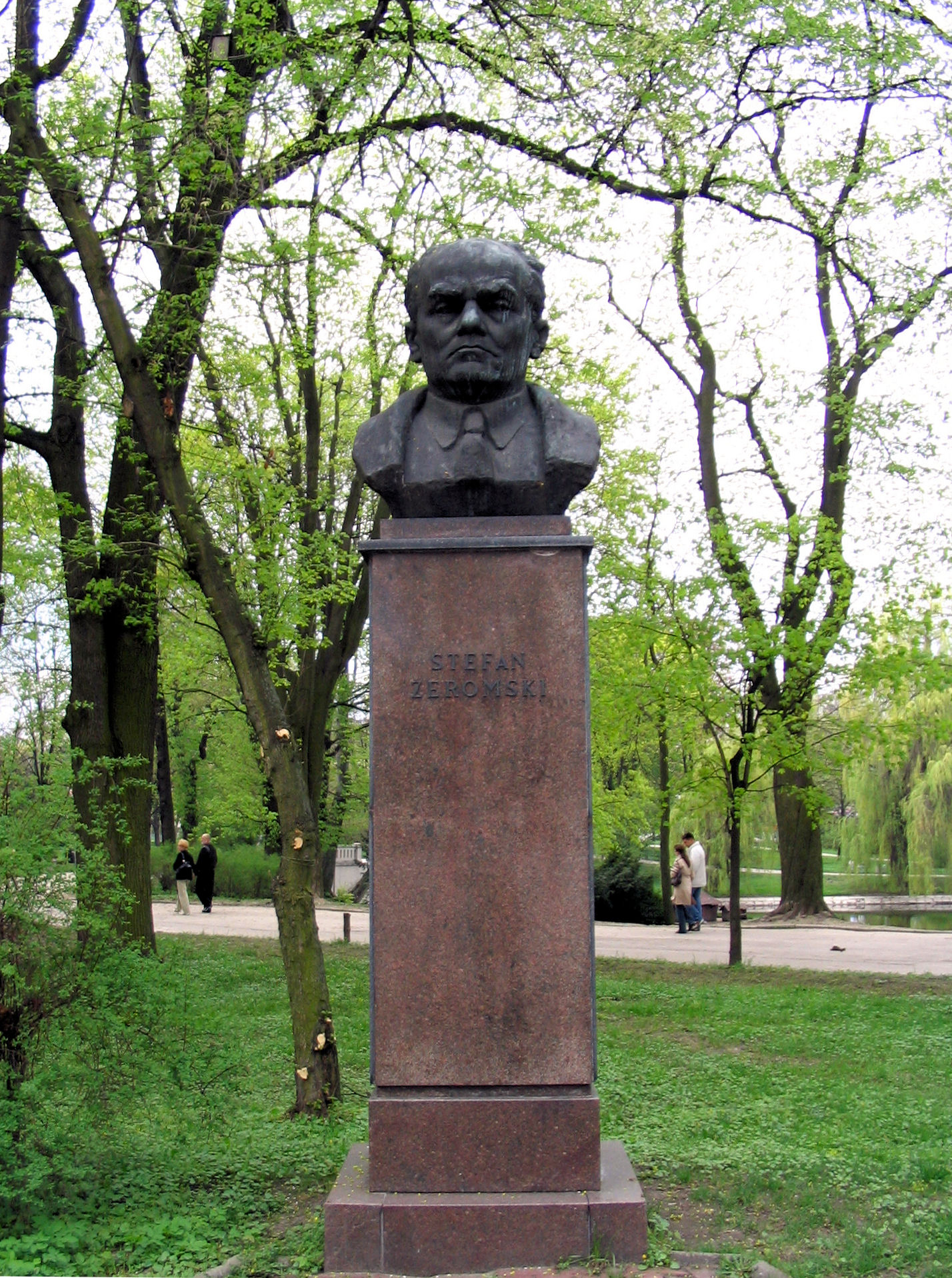
Бюст Стефана Жеромского
в Кельце, Польша

Национально-освободительной борьбе польского народа в XIX веке посвящены романы «Пепел» („Popioły“, 1902—1903; экранизирован в одноимённом фильме кинорежиссёром Анджеем Вайдой в 1965), «Краса жизни» („Uroda życia“, 1912), «Верная река» („Wierna rzeka“, 1912), историческая драма «Сулковский» („Sułkowski“, 1910).
Автор повестей «Сизифов труд» („Syzyfowe prace“, 1897), «Луч» („Promień“, 1897), драмы «Роза» („Róża“, 1909), комедии «Улетела от меня перепелочка» („Uciekła mi przepióreczka“, 1924). трилогии «Борьба с сатаной» („Walka z szatanem“, 1916—1919), романов «Бездомные» („Ludzie bezdomni“, 1900), «История греха» („Dzieje grzechu“, 1908, русский перевод 1909, экранизирован в 1975 году), «Канун весны» („Przedwiośnie“, 1924, русский перевод 1925) и других произведений.